# My Little Pony - Equestria Girls

Il logo di Equestria Girls.

My Little Pony - Equestria Girls, o semplicemente Equestria Girls, è una linea di fashion doll canadese e statunitense lanciata nel 2013 da Hasbro come spin-off del proprio marchio My Little Pony, risalente agli anni 1980, ma rilanciato nel 2010 con la sua quarta generazione L'amicizia è magica. Oltre alla linea di giocattoli, il marchio comprende tie-in di varia natura, tra cui quattro lungometraggi animati, svariati cortometraggi e mediometraggi, album musicali e un'applicazione mobile.
Il mondo di Equestria Girls è abitato prevalentemente da versioni umanizzate di personaggi de L'amicizia è magica.

## Ambientazione
Equestria Girls è ambientato in un mondo simile alla Terra odierna, abitato da esseri umanoidi tipicamente ispirati, per design e personalità, a personaggi di L'amicizia è magica. Una caratteristica di questi umanoidi è quella di avere in molti casi la pelle di un colore innaturale, che spesso rispecchia quello della loro controparte in Equestria.
Questo mondo parallelo può entrare in comunicazione con quello della serie principale per mezzo di incantesimi e oggetti magici, tra cui uno specchio incantato nascosto nel palazzo reale dell'Impero di cristallo, che viene utilizzato come portale da Twilight Sparkle e altri personaggi per passare dall'uno all'altro mondo.
I film e i cortometraggi si svolgono principalmente in una città, dove abitano le controparti delle protagoniste della serie principale e Sunset Shimmer, e in particolare nella scuola superiore da loro frequentata, la Canterlot High School. Altri luoghi rilevanti comprendono la scuola Crystal Prep Academy, inizialmente frequentata dalla controparte di Twilight Sparkle, e il campeggio Everfree. Questi luoghi sono ispirati, rispettivamente, alla città di Canterlot, all'Impero di cristallo e alla Everfree Forest della serie principale.

### Storia
La storia narrata dai film ha inizio quando Sunset Shimmer, ex-allieva di Princess Celestia, che era fuggita in passato nel suddetto mondo parallelo, torna improvvisamente a Equestria per rubare l'Elemento della magia, attualmente detenuto da Princess Twilight Sparkle. Quest'ultima, assieme al fidato assistente Spike, attraverserà il portale con lo scopo di recuperare l'Elemento e impedire a Sunset di utilizzarlo per minacciare l'intera Equestria. Al di là dello specchio, tuttavia, Twilight s'imbatterà nella controparte umana delle proprie amiche di Equestria, e scoprirà che solo con il loro aiuto avrà speranza di sconfiggere Sunset.
Successivamente, Sunset entrerà a far parte del gruppo di protagoniste, e a partire da Friendship Games la serie sostituirà Princess Twilight Sparkle con la sua controparte umana. Le protagoniste si ritroveranno ad affrontare minacce di varia natura, spesso in conseguenza di qualche creatura o magia di Equestria andata fuori controllo.

## Sviluppo e distribuzione
Il primo utilizzo ufficiale del termine "Equestria Girls" risale al 2011, quando il canale televisivo statunitense The Hub (oggi Discovery Family) pubblicò una pubblicità per L'amicizia è magica che parodiava la canzone "California Gurls" di Katy Perry; tuttavia, questa pubblicità non aveva niente a che fare con la linea di giocattoli lanciata due anni dopo.
Verso la fine del 2012, Hasbro registrò il marchio "Equestria Girls" presso l'USPTO. La linea di giocattoli fu menzionata di sfuggita in alcune pubblicazioni nel febbraio e marzo 2013. Durante un'intervista riportata nel numero di febbraio/marzo 2013 della rivista Kidscreen Finn Arnesen, vicepresidente Hasbro per la distribuzione e lo sviluppo internazionali, definì My Little Pony un marchio di «massima priorità» per l'azienda; Equestria Girls fu descritto come «una nuova serie compagna» che avrebbe «[mandato] le eroine pony in missione in un nuovo mondo dove prenderanno forma umana». Nel maggio 2013 furono annunciati il primo film e altre strategie commerciali legate al marchio, ed Equestria Girls fu incluso nel programma di licenze Hasbro legate a My Little Pony annunciato nel giugno 2013, che ebbe inizio al Licensing International Expo 2013 assieme alle altre proprietà intellettuali dell'azienda. Lo spin-off è uscito in concomitanza con il trentesimo anniversario del marchio My Little Pony.
Oltre ai giocattoli, Hasbro ha pianficato la produzione di prodotti e media a essi collegati, tra cui film, vestiario e accessori. Il direttore del reparto marketing di Hasbro, John A. Frascotti, ha descritto la linea come un'«importante iniziativa strategica» per l'azienda. I giocattoli di forma umana sono stati sviluppati per piacere alle ragazzine adolescenti, allo scopo di estendere le linee basate sui pony. Hasbro continuerà inoltre i suoi accordi di licenza con la casa editrice Little, Brown and Company e la compagnia di fumetti IDW Publishing per pubblicare opere legate a Equestria Girls.
Nel commentario audio incluso nella versione home video di Rainbow Rocks, Meghan McCarthy ha affermato che Equestria Girls non era stata inizialmente pensata per continuare nel tempo, e che non avevano minimamente pianificato di produrre un seguito del primo film.

## Media pubblicati

### Film
| N. | Titolo originale                                      | Data pubblicazione | Data pubblicazione | Regia           | Sceneggiatura                 | Produzione             | Durata    |
| N. | Titolo originale                                      | Stati Uniti        | Italia             | Regia           | Sceneggiatura                 | Produzione             | Durata    |
| -- | ----------------------------------------------------- | ------------------ | ------------------ | --------------- | ----------------------------- | ---------------------- | --------- |
| 1  | My Little Pony - Equestria Girls                      | 15 giugno 2013     | 22 settembre 2013  | Jayson Thiessen | Meghan McCarthy               | Sarah Wall, Decon Cody | 70 minuti |
| 2  | My Little Pony - Equestria Girls - Rainbow Rocks      | 27 settembre 2014  | 8 novembre 2014    | Jayson Thiessen | Meghan McCarthy               | Sarah Wall, Decon Cody | 71 minuti |
| 3  | My Little Pony - Equestria Girls - Friendship Games   | 26 settembre 2015  | 7 novembre 2015    | Ishi Rudell     | Josh Haber                    | Decon Cody             | 72 minuti |
| 4  | My Little Pony - Equestria Girls - Legend of Everfree | 1º ottobre 2016    | 18 dicembre 2016   | Ishi Rudell     | Kristine Songco, Joanna Lewis | Angela Belyea          | 73 minuti |

### Episodi speciali
A partire dall'estate 2017 Discovery Family ha trasmesso una serie di tre episodi speciali, I racconti della Canterlot High, di 22 minuti ciascuno, nonché una serie di episodi brevi (2–3 minuti) chiamati Summertime Shorts e i mediometraggi Il rischio di essere dimenticati, Le montagne russe dell'amicizia, Spring Breakdown, Sunset's Backstage Pass e Holidays Unwrapped (ciascuno della durata di 44 minuti).

### Serie digitale
Una webserie di cortometraggi chiamata semplicemente digital series ("serie digitale"), anche nota con il nome di Equestria Girls - Better Together, inizialmente prevista per la pubblicazione tramite il canale YouTube di Hasbro nel corso del 2018, è stata anticipata al 17 novembre 2017 ed è stata pubblicata fino al 2020.

### Equestria Girls Minis
Una serie di cortometraggi animati di 15–30 secondi è stata pubblicata sul sito ufficiale e canale YouTube ufficiali a partire dall'11 febbraio 2016, per promuovere la linea di giocattoli Equestria Girls Minis.
| N. | Titolo originale                                          | Data pubblicazione | Protagonisti                                | Durata |
| -- | --------------------------------------------------------- | ------------------ | ------------------------------------------- | ------ |
| 1  | Pinkie Pie Slumber Party ft. Pinkie Pie                   | 11 febbraio 2016   | Pinkie Pie                                  | 0:15   |
| 2  | Pinkie Pie Slumber Party ft. Twilight Sparkle             | 11 febbraio 2016   | Twilight Sparkle, Spike                     | 0:15   |
| 3  | Pinkie Pie Slumber Party ft. Rarity                       | 11 febbraio 2016   | Rarity                                      | 0:15   |
| 4  | Pinkie Pie Slumber Party                                  | 8 aprile 2016      | Le protagoniste                             | 0:20   |
| 5  | Dance Off                                                 | 15 agosto 2016     | Twilight Sparkle, Rainbow Dash              | 0:30   |
| 6  | Pillow Fight                                              | 7 novembre 2016    | Le protagoniste                             | 0:20   |
| 7  | Adventures at Canterlot High: Class w/ Principal Celestia | 3 febbraio 2017    | Le protagoniste e la preside Celestia       | 0:15   |
| 8  | Adventures at Canterlot High: Sci-Twi's Lab               | 3 febbraio 2017    | Twilight Sparkle, Pinkie Pie e Photo Finish | 0:15   |
| 9  | The Show Must Go On - Part 1                              | 13 giugno 2017     | Le protagoniste e Juniper Montage           | 0:15   |
| 10 | The Show Must Go On - Part 2                              | 13 giugno 2017     | Le protagoniste e Juniper Montage           | 0:15   |
| 11 | Beach Fun                                                 | 22 marzo 2018      | Le protagoniste, Spike e Trixie             | 0:15   |
| 12 | Fun at the Theme Park!                                    | 13 settembre 2018  | Le protagoniste                             | 0:15   |

### Video musicali live action
Fino alla serie Friendship Games Hasbro ha pubblicato una serie di video musicali live action per promuovere la linea di giocattoli. I video hanno come protagoniste un gruppo di ragazze che danzano nei panni delle protagoniste alle note di varie versioni della canzone Equestria Girls, tratta dal primo film animato.
Con la prima iterazione Hasbro ha pubblicato il video Magic of Friendship sul sito web di Entertainment Weekly, in data 30 agosto 2013. Il video mostra sette ragazzine, vestite come le protagoniste e Sunset Shimmer, che si esibiscono in una danza chiamata "The EG Stomp" all'interno di una mensa scolastica, alle note di una versione abbreviata di Equestria Girls.
Il 20 febbraio 2014 Hasbro ha pubblicato un altro video musicale sul proprio sito ufficiale, in corrispondenza dell'iterazione Rainbow Rocks del franchise, che mostra le protagoniste in un gruppo musicale rock. Il video, intitolato anch'esso Rainbow Rocks, utilizza una versione rock della canzone Equestria Girls e vede le protagoniste esibirsi nell'"EG Stomp". Tramite il canale YouTube di Equestria Girls è poi stato pubblicato un altro video musicale il 4 agosto 2014. Esso ha come protagoniste altre quattro ragazzine, vestite come le Dazzlings e DJ Pon-3. A febbraio 2015 è stato pubblicato un altro video musicale chiamato Rainbooms Remix.
Il 14 agosto 2015, l'anno del lancio dell'iterazione Friendship Games, Hasbro ha pubblicato un video sul proprio sito che mostra cinque delle sei protagoniste e Sunset Shimmer in una competizione sportiva contro Twilight Sparkle delle Crystal Prep Shadowbolts.

### Libri
I seguenti libri per bambini sono stati originariamente pubblicati da LB Kids di Hachette Book Group USA. I libri sono poi stati pubblicati anche da The Orchard Books di Hachette UK, nonché da The Five Mile Press in Australia. Le date riportate si riferiscono alle pubblicazioni statunitensi.
| N. | Titolo originale                                                       | Autore       | Editore                               | Data pubblicazione | Genere                  |
| -- | ---------------------------------------------------------------------- | ------------ | ------------------------------------- | ------------------ | ----------------------- |
| 1  | My Little Pony: Equestria Girls: Through the Mirror                    | G.M. Berrow  | Little, Brown Books for Young Readers | 1º ottobre 2013    | Letteratura per ragazzi |
| 2  | My Little Pony: Equestria Girls: Rainbow Rocks                         | Perdita Finn | Little, Brown Books for Young Readers | 8 aprile 2014      | Letteratura per ragazzi |
| 3  | My Little Pony: Equestria Girls: Rainbow Rocks: The Mane Event         | Perdita Finn | Little, Brown Books for Young Readers | 7 ottobre 2014     | Letteratura per ragazzi |
| 4  | My Little Pony: Equestria Girls: Sunset Shimmer's Time to Shine        | Perdita Finn | Little, Brown Books for Young Readers | 5 maggio 2015      | Letteratura per ragazzi |
| 5  | My Little Pony: Equestria Girls: Friendship Games                      | Perdita Finn | Little, Brown Books for Young Readers | 6 ottobre 2015     | Letteratura per ragazzi |
| 6  | My Little Pony: Equestria Girls: Twilight's Sparkly Sleepover Surprise | Perdita Finn | Little, Brown Books for Young Readers | 17 maggio 2016     | Letteratura per ragazzi |
| 7  | My Little Pony: Equestria Girls: The Legend of Everfree                | Perdita Finn | Little, Brown Books for Young Readers | 6 settembre 2016   | Letteratura per ragazzi |
| 8  | My Little Pony: Equestria Girls: Magic, Magic Everywhere!              | Perdita Finn | Little, Brown Books for Young Readers | 6 giugno 2017      | Letteratura per ragazzi |

Indipendentemente dalla serie di cui sopra, LB Kids ha pubblicato anche i seguenti libri.
| N.  | Titolo originale                                                    | Autore             | Editore                               | Data pubblicazione | Genere                  |
| --- | ------------------------------------------------------------------- | ------------------ | ------------------------------------- | ------------------ | ----------------------- |
| N/A | My Little Pony: Equestria Girls: Legend of Everfree: Save Our Camp! | Louise Alexander   | Little, Brown Books for Young Readers | 6 settembre 2016   | Letteratura per ragazzi |
| N/A | My Little Pony: Equestria Girls: Wondercolts Forever                | Sadie Chesterfield | Little, Brown Books for Young Readers | 3 gennaio 2017     | Letteratura per ragazzi |

### Fumetti
I seguenti fumetti legati a Equestria Girls sono stati pubblicati da IDW Publishing.
| Titolo originale                                | Autori | Data pubblicazione | ISBN Stati Uniti |
| ----------------------------------------------- | --- | ------------------ | ---------------- |
| My Little Pony: Annual 2013                     | T. Anderson, K. Cook (storia); T. Fleecs, A. Price (disegni); H. Breckel, L. Perry (coloring); T.B. Long (lettering); B. Curnow (curatore)                                                                | 30 ottobre 2013    | ISBN 1631405152  |
| My Little Pony: Equestria Girls Holiday Special | T. Anderson (storia); T. Fleecs (disegni); H. Breckel (coloring); N. Uyetake (lettering); B. Curnow (curatore)                                                                                            | 17 dicembre 2014   | —                |
| My Little Pony: Fiendship Is Magic Issue 3      | J. Whitley, C. Rice, T. Anderson, H. Nuhfer, K. Cook (storia); B. Hickey, T. Fleecs, A. Garbowska, A. Price (disegni); A. Mebberson, S. Richard (copertina); N. Uyetake (lettering); B. Curnow (curatore) | 15 aprile 2015     | ISBN 1631403397  |

## Accoglienza
Le critiche a Equestria Girls sono state dirette sia all'antropomorfismo della linea di giocattoli, sia al franchise nel suo insieme.
Prima dell'uscita del film, diverse madri intervistate dal New York Daily News avevano espresso preoccupazione nei riguardi dei personaggi umanizzati, definendo le ragazze «troppo sexy», «anoressiche», «un ritorno alla Barbie originale» o «simili a Bratz», e molte avevano timore che i propri figli sarebbero stati influenzati negativamente da questo aspetto. Altre hanno invece considerato il design ragionevolmente in linea con altri film come La Sirenetta: una delle madri, ad esempio, ha dichiarato di non ritenere il design «in alcun modo peggiore di Ariel in un top di bikini per due ore».
Amanda Marcotte di Slate ha commentato che la trasformazione dei personaggi in umani aveva lo scopo di rendere il film popolare agli occhi della base di fan adulti dello show, i quali, a suo dire, «hanno espresso un forte interesse nel vedere i pony in forme sexy e umanizzate».
Ciononostante, molti degli appassionati adulti hanno espresso disappunto a seguito dell'annuncio del film e dei personaggi, ritenendo che i creatori del film stessero cercando di assecondare il pubblico adulto secondo una strategia che andava «contro tutto ciò che i pony stavano cercando di dimostrare». Craig McCracken, parlando di sua moglie Lauren Faust, ex-direttrice creativa de L'amicizia è magica, ha affermato che non gli sembrava che fosse «una grandissima fan» di Equestria Girls, ipotizzando che l'idea di trasformare i personaggi pony in esseri umani avrebbe contrastato la sua visione per la serie televisiva.
Nella sua recensione del film Friendship Games, Mike Cahill di The Guardian ha assegnato all'opera due stelle su cinque, definendola «vile affarismo», ma aggiungendo che «il design non è brutto, e il suo vivace spirito da college supera di gran lunga la sdolcinatezza dei disneyani spin-off su Trilli».